# Lâm Quá Vân
Lâm Quá Vân (tiếng Trung -phồn thể: 林過雲) còn được gọi là Lâm Quốc Dụ (林國裕) hay Lâm Hữu Cường (林友強) là một kẻ giết người hàng loạt nổi tiếng tại Hồng Kông vào thập niên 1980, với biệt danh "Đồ tể đêm mưa".
Vào thời điểm gây án, Lâm Quá Vân (sẽ gọi tắt là Lâm) làm tài xế taxi đêm, đã đón mục tiêu và giết chết họ. Sau đó, việc phanh thây nạn nhân được thực hiện ngay tại nơi cư trú, sau khi phân xác thi thể, bộ phận sinh dục của nạn nhân đã được lấy ra để làm tiêu bản, quá trình này còn được chụp ảnh, quay phim, một số nguồn tin cho biết hắn còn hiếp dâm xác nạn nhân thứ tư. Cuối cùng, hắn ta bị bắt vì đến một studio để lấy ảnh. Tội ác nghiêm trọng của Lâm Quá Vân đã gây chấn động xã hội Hồng Kông và hắn ta là kẻ giết người hàng loạt đầu tiên ở Hồng Kông. Tội ác của Lâm đã được dựng thành nhiều bộ phim kinh dị và là tên tội phạm nổi tiếng nhất trong văn hóa đại chúng địa phương, tội ác của hắn ta đã được xếp hạng nhất trong "Cuộc bầu chọn mười vụ án giật gân hàng đầu" do Đài truyền hình Hồng Kông tổ chức năm 2003.

## Tiểu sử
Lâm Quá Vân tên khai sinh là Lâm Quốc Dụ sinh ngày 22 tháng 5 năm 1955 tại Malaysia, cha của hắn là Lâm Vĩ Lạc (林偉樂) có 3 người vợ và 10 người con, Lâm Quá Vân là con trai cả, do bà vợ cả Trương Kiếm Bình (張劍萍) sinh ra. Sau khi li hôn, Lâm Vĩ Lạc được quyền nuôi Lâm Quá Vân và chuyển sang Hồng Kông (thuộc Anh) sống, Vĩ Lạc lấy vợ mới. Từ năm 1957 đến năm 1962, cha của Lâm làm việc trong một công ty dầu mỏ ở Brunei, Lâm từng học tiểu học ở đây với thành tích  rất tốt. Năm 1968, cha của Lâm chuyển công tác về Công ty Điện lực Trung Hoa, ông bắt Lâm buổi sáng học tại trường trung học Matteo Ricci ở Thâm Thủy Bộ, còn buổi tối học tại Học viện Bách khoa, điều này khiến Lâm không theo kịp môn Toán. Năm 1970, cha của Lâm mở một cửa hàng xe máy và yêu cầu Lâm trông cửa hàng sau mỗi buổi học; học lực tiếp tục sa sút. Mối quan hệ giữa hai bố con cũng rạn nứt, cha Lâm thường xuyên đánh đập và đuổi hắn ra khỏi nhà, việc này tiếp diễn đến khi Lâm học lớp 9. Sau khi tốt nghiệp cấp hai, Lâm làm việc trong cửa hàng xe của cha tại đường Khang Ninh, khu Quan Đường; rồi học nghề sửa máy điều hòa từ một người họ hàng.
Năm 1973, Lâm bị đuổi ra khỏi nhà sau khi cãi cọ với cha, hắn dùng dao khống chế một phụ nữ vào nhà vệ sinh và xàm sỡ cô; ngay sau đó Lâm bị bắt. Bác sĩ xác định, hắn có vấn đề về tâm thần và không thích hợp để bị giam hay ngồi tù, Lâm được đưa đi điều trị 102 ngày. Khi xuất viện hắn đổi tên thành Lâm Hữu Cường.
Khi Lâm 19 tuổi, gia đình nhận thấy những điều bất thường ở hắn, Lâm có sở thích với cơ thể phụ nữ; hắn bị phát hiện nhìn trộm em gái mình tắm. Gia đình bắt hắn chuyển đến sống cùng em trai tại khu chung cư An Khánh, đường Quý Châu, khu Thổ Qua Loan. Năm 1978, Lâm có được giấy phép lái taxi trở thành tài xế taxi, hắn đổi tên thành Lâm Quá Vân.
Năm 1980, hắn bắt đầu lái xe ca đêm và bắt đầu có hứng thú với nhiếp ảnh, Lâm học và tham gia câu lạc bộ nhiếp ảnh. Sau một năm lái xe đêm, mẹ của Lâm nhận thấy thêm các điều kỳ lạ ở hắn. Lâm không tắm rửa, từ chối giặt đồ, điệu bộ chán nản, nửa đêm đi lại trong nhà như bị mộng du.

## Các vụ án
Từ ngày 7 tháng 2 năm 1982, Lâm bắt đầu giết người, có tất cả 4 người đều là phụ nữ, những lần hắn ra tay đều vào đêm mưa. Hắn chở nạn nhân đến chỗ vắng rồi xiết cổ họ đến chết, hắn còn hiếp dâm nạn nhân thứ tư. Sau đó cơ thể bị phân xác và các chi được chụp hình lại. Bộ phận sinh dục được chia nhỏ và giữ làm tiêu bản cất giữ tại phòng của hắn. Phần còn lại được vứt xuống sông Thành Môn và sườn đồi đường Đại Khanh.

### Các trường hợp
Tất cả đều diễn ra năm 1982, hắn ghi hình quá trình phân xác các nạn nhân và biên tập thành 3 video.
- Ngày 3 tháng 2 - Trần Phượng Lan, 22 tuổi, gái mại dâm hộp đêm. Khoảng 4 giờ sáng, sau khi xong việc, Phượng Lan đi nhậu cùng bạn tại Kim Sa Chủy; khi tàn cuộc, cô bắt chiếc taxi của Lâm về nhà. Trên đường chở Phượng Lan về, Lâm đã dừng xe tại chung cư nơi hắn ở, lên phòng lấy xuống một sợi dây điện rồi xiết cổ cô gái ngay trên xe cho đến chết. Lâm mang xác cô gái lên phòng và giấu dưới ghế sofa. Ngày hôm sau, khi cả gia đình đi vắng, hắn cởi hết quần áo của thi thể và chụp ảnh lại. Lâm lấy số tiền tương đương 500 HKD của nạn nhân để mua máy cưa; hắn chia xác nạn nhân làm 7 phần,[3] quá trình này được ghi lại trong video "Bí mật nghiêm trọng (嚴肅的秘密)". Bộ phận sinh dục được cho vào bình ngâm với rượu, các chi được gói giấy báo và cho vào túi nhựa. Chân tay và một số bộ phận bị vứt ở bãi cỏ sườn đồi khu Hỏa Thán (火炭) khi hắn lái xe ca đêm. Chân tay bị mưa lớn cuốn trôi theo sông Thành Môn, từ Lucky Plaza đến Belair Garden.[8]
- Ngày 29 tháng 5 - Trần Vân Khiết, nhân viên thu ngân khu giải trí. Vân Khiết tan ca lúc 5:20 sáng, trong trận mưa lớn, cô bắt chiếc taxi do lâm điều khiển để về nhà. Lâm dừng xe dọc đường, dùng dao khống chế Vân Khiết và còng tay rồi xiết cổ cô đến chết. Lần này Lâm xẻ thịt nạn nhân bằng dao mổ, cắt toàn bộ ngực và bộ phận sinh dục rồi bảo quản bằng phương thức ướp xác. Phần thi thể còn lại được phân xác, bọc giấy báo cho vào bao tải; cho vào cốp xe chở đi vứt tại sườn đồi Đại Khanh. Quá trình này cũng được biên tập vào video "Bí mật nghiêm trọng".[14]
- Ngày 17 tháng 6 - Lương Tú Vân, 29 tuổi, bồi bàn hộp đêm. Tú Vân rời chỗ làm lúc 4 giờ sáng và bắt chiếc taxi mà Lâm điều khiển và bị giết ngay sau đó. Lần này, Lâm quay video lại toàn bộ quá trình phân xác nạn nhân, tình tiết được ghi lại trong video "Hành động đêm mưa / 雨夜行動". Theo đó, Lâm đặt máy quay lên giường tầng, dùng chức năng selfie ghi lại toàn bộ việc làm của mình. Vì không phải cầm chỉnh máy quay nên hành động lần này thuận tiện hơn những lần trước, thậm chí hắn còn mổ bụng, moi ruột nạn nhân để liếm thử. Ban đầu hắn muốn nếm thử mùi vị thịt người nhưng vì cảm thấy ghê tởm nên đã từ bỏ, các bộ phận cơ thể bị vứt tại hầm Đại Khanh.
- Ngày 2 tháng 7 - Lương Huệ Tâm, 17 tuổi, nữ sinh trường St. Francis of Assisi's College. Huệ Tâm đến khách sạn Sheraton Hồng Kông tham gia hoạt động tri ân giáo viên, cô lên taxi lúc 11 giờ để về căn hộ tại Sơn Cốc Đạo (Valley Road Estate), Hồng Khám. Cuối ngày, người nhà Huệ Tâm thông báo cô mất tích, bạn bè và người thân đến Tiêm Sa Chủy để tìm kiếm.[15] Thông báo mất tích được cảnh sát công bố nhưng phải đến ngày 17 tháng 8 khi cảnh sát bắt được Lâm, tìm ra đồ đạc của Huệ Tâm, lúc này mọi người mới biết cô đã bị giết.[8] Lâm kể rằng đã còng tay cô gái, nói đủ thứ chuyện với cô trên đường về rồi dùng dây điện xiết cổ cô đến chết, đem xác về phòng hiếp dâm, phân xác. Quá trình này được ghi lại trong video "Hành động thứ tư/第四次行動", các chi của cô gái bị chôn gần hầm Đại Khanh.[13][16]

## Bắt giữ
Căn hộ của Lâm Quá Vân không có phòng tối để rửa phim nên hắn tìm đến studio, để không bị lộ, hắn tham gia vào các lớp nhiếp ảnh do Hiệp hội nữ thanh niên Cơ đốc giáo Hồng Kông (Young Women's Christian Association of Hong Kong) tại Black Rock Hill (窩打老道山) tổ chức. Tại đây hắn gặp Trương Chí Lập, thợ ảnh của một studio ảnh ở Tiêm Sa Chủy, Lâm nói dối với Chí Lập rằng mình là thợ chụp ảnh làm việc bán thời gian (part time) ở nhà xác. Nhờ lý do này Lâm đã được Chí Lập chấp nhận  đích thân rửa ảnh 4 lần để không ảnh hưởng đến đồng nghiệp.
Ngày 10 tháng 8 năm 1982, Lâm muốn phóng to các bức ảnh chụp phân xác nạn nhân thứ tư, nhưng thiết bị tại studio bị hỏng, Chí Lập đã giao các âm bản cho chi nhánh khác xử lý. Khi rửa các âm bản, nhân viên và quản lý cảm thấy những bức ảnh có dấu hiệu của việc phân xác, sự việc được trình báo với cảnh sát.
Đội điều tra tội phạm giết người của khu vực Cửu Long do nhóm điều tra vụ Trần Phượng Lan (nạn nhân đầu tiên) tiếp quản. Cảnh sát trưởng Lý Đạt Quân phái trinh sát đến Tiêm Sa Chủy và Vượng Giác điều tra, bộ phận pháp y cũng nhận nhiệm vụ nghiên cứu các tấm ảnh. Kết luận của pháp y là nạn nhân trong ảnh chết chưa quá 3 giờ đồng hồ, hung thủ không có trình độ giải phẫu, ảnh cũng không được chụp từ tài liệu mà chụp trực tiếp nên khả năng ảnh mang tính giáo dục bị loại bỏ. Bên góc phải tấm ảnh có xuất hiện giọt nước, qua phản chiếu của giọt nước thì thấy nạn nhân là nữ có đặc điểm tương tự Lương Huệ Tâm. Cảnh sát sau đó bắt giữ chủ studio và Trương Chí Lập, khám xét nơi ở nhưng không tìm ra manh mối, họ chuyển hướng sang Lâm Quá Vân.
Ngày 17 tháng 8 năm 1982, cảnh sát cải trang làm nhân viên studio, dân thường và người bán hàng rong chờ hung thủ đến lấy ảnh. Họ cũng trộn lẫn vài tấm ảnh khác vào 13 tấm ảnh mà Lâm đem rửa. Lâm đến lấy ảnh lúc 6 giờ chiều, Chí Văn giữ hắn ta lại theo yêu cầu của cảnh sát, Văn đề nghị Lâm kiểm tra lại chỗ ảnh và hỏi mục đích sử dụng. Lâm nói những tấm ảnh sẽ được sử dụng tại tòa để bồi thẩm và thẩm phán thấy rõ bằng chứng hơn. Lâm cũng nói mình làm việc cho nhiều nhà xác khác nhau, tất cả lời nói đều được cảnh sát ghi âm lại. Khi trả tiền ra về thì Lâm bị cảnh sát bắt giữ, hắn nói rằng mình được một phóng viên "bốn mắt" của Nhật báo Phương Đông nhờ chụp, và hẹn lấy ảnh bên ngoài một cửa hàng tạp hóa ở phố Quý Châu. Cảnh sát xác định không có "anh chàng bốn mắt" nào cả, họ tiến hành xin lệnh khám xét căn hộ của Lâm và thu giữ được nội tạng, đồ đạc của người chết, thuốc sát trùng, sách về giải phẫu, thiết bị giải phẫu. Tội ác của Lâm bị vạch trần.
Cảnh sát thu giữ và khám xét chiếc taxi của Lâm, họ tìm thấy còng tay, dây điện trong xe, trên ghế ngồi phía sau có hai cái lỗ, cảnh sát nghi ngờ đây là dấu giày cao gót của nạn nhân nào đó khi tìm cách vật lộn để trốn thoát.

## Lấy lời khai và truy tố
Bố của Lâm Quá Vân là Lâm Vĩ Lạc và em trai Vân là Lâm Quốc Cường được triệu tập lên hỗ trợ điều tra; em gái và em rể không liên quan nên không được triệu tập. Lâm Vĩ Lạc bị tạm giữ 3 ngày, sau đấy đã được thả; Lâm Quốc Cường có giờ làm việc, sinh hoạt trái với Quá Vân nên ít gặp anh trai, cũng không bao giờ động đến đồ dùng cá nhân nên cũng không biết chuyện. Lâm Quá Vân ban đầu không hợp tác điều tra, cảnh sát đã sắp xếp một cuộc họp gia đình để người thân lấy lí do muốn Vân sớm được thả để thuyết phục Vân. Cuối cùng, Quá Vân thừa nhận việc giết người, giúp cảnh sát tìm thi thể và khai hành động không liên quan đến thành viên trong gia đình, cảnh sát vẫn nghi ngờ Lâm Quốc Cường là đồng phạm nên cáo buộc cả hai anh em tội giết 4 người. Hai anh em Lâm bị giải đến Tòa án sơ thẩm Tân Bạc Cương, họ bị từ chối bảo lãnh, được đưa vào Trại tâm thần Tiểu Lãm khám. Trước tòa, Lâm Quốc Cường khẳng định mình bị oan,  và sau đó đã được thả vì thiếu bằng chứng. Bác sĩ kết luận Lâm Quá Vân khỏe mạnh, IQ 130 đủ điều kiện để xét hỏi, bào chữa; vụ án được chuyển lên Tòa án tối cao xét xử.

## Xét xử và tuyên án
Ngày 3 tháng 3 năm 1983, Tòa án tối cao đưa vụ án ra xét xử, Tổng trưởng lý Faber làm chủ tọa. Theo yêu cầu của luật sư bào chữa, 7 thành viên bồi thẩm đoàn đều là nam giới. Để không gây sốc cho người xem, chỉ có luật sư của bên công tố và bên bào chữa, thẩm phán và bồi thẩm đoàn mới có thể xem đoạn băng do Lâm Quá Vân quay, và nội tạng của người chết không bắt buộc phải trình bày trước tòa. Trước bằng chứng thuyết phục của bên công tố, Lâm Quá Vân thừa nhận tội ngộ sát, nhưng bị bên công tố phản đối. 5 chuyên gia tâm lý được mời đến, 3 trong số họ cho rằng Lâm Quá Vân không bị tâm thần nhưng có sở thích khác thường với phụ nữ, 2 chuyên gia còn lại cho rằng Lâm bị tâm thần và mất khả năng tự chủ bản thân.
18 ngày sau, tức ngày 8 tháng 4, phiên xét xử cuối cùng diễn ra, sau 3 tiếng rưỡi nghị án, Bồi thẩm đoàn kết luận Lâm Quá Vân hoàn toàn bình thường. Hắn ta phạm tội chỉ vì thỏa mãn ham muốn tình dục bất thường, và bị kết tội danh giết người với cả 4 vụ án. Thẩm phán Faber đã kết án tử hình Lâm theo luật định. Bố của nạn nhân Trần Phượng Lan và bố của thủ phạm đều thấy bản án công bằng, chính xác, không có ý định kháng cáo. Ngày 29 tháng 8, Thống đốc Hồng Kông tuyên bố Lâm Quá Vân án tù chung thân.

## Thi hành án
Sau khi bị kết án, ban đầu Lâm thi án tại nhà tù Stanley sau này chuyển sang nhà tù Thạch Bích cho đến nay. Lâm thuộc nhóm tội phạm "hạng A" làm việc trong xưởng của nhà tù, lãnh lương vài trăm HKD và hầu như không giao tiếp hay đề cập đến quá khứ.
Năm 2009, số thứ 1010 của tạp chí "Next Magazine" Hồng Kông đã đăng một bức ảnh  trong tù của Lâm. Lâm là người có kỷ luật, thường đọc sách báo về y học và tôn giáo và ghi chép lại; ngoài thành viên tình nguyện của những giáo hội Cơ đốc, Công giáo đến thăm; không có thành viên nào trong gia đình nào đến thăm hắn. Lâm là người thích Tử vi đẩu số, hắn được xem là chuyên gia về khoản này, bạn tù và nhân viên nhà tù cũng đến xin quẻ chỗ hắn ta. Nam người mẫu Cố Chí Nha, người được Vinh Văn Úy -cháu gái nhà tài phiệt Vinh Chí Kiện- tài trợ, từng cho biết anh ta đã kết bạn với Lâm Quá Vân khi ở trong tù.
Năm 2018, báo chí có thông tin về việc Lâm nộp đơn ân xá và được phê duyệt, thông tin khiến người dân Hồng Kông lo lắng. Cục Dịch vụ cải huấn sau đó xác nhận Lâm không có đơn xin ân xá nhưng Ủy ban xem xét hình phạt vẫn xem xét bản án của Lâm mỗi 5 năm một lần theo quy định. Vì một số thành viên của Ủy ban lo sợ Lâm sẽ tái phạm nếu ra ngoài nên việc xem xét bị hủy bỏ.
Theo lời kể của khách mời trong tập 2455 của Internet Horror Online, một tù nhân đã nhìn thấy Lâm giết và mổ gián trong tù, sau đó đặt "kiệt tác" của mình vào hộp diêm.

## Hệ quả khác
Ngày 16 tháng 11 năm 1986, cha của Lâm làm bài vị cho 4 người quá cố tại Học viện Viên Huyền.
Vì lo sợ các video mà Lâm đã quay sẽ bị phát tán nên toàn bộ đã bị tiêu hủy sau khi vụ kiện kết thúc. Một số bộ phận của người chết hiện được lưu giữ tại Viện pháp y Loan Tử (灣仔) để làm  tài liệu giáo dục.
Vụ án này dẫn đến việc thành lập Đội pháp y xỉ khoa Hồng Kông (香港齒科法醫小組).

## Trong văn hóa đại chúng

### Điện ảnh
- Năm 1982, nữ đạo diễn Hồng Kông Lâm Kiến Minh ra mắt bộ phim duy nhất của bà với tựa "Sóng nhiệt" (熱浪), bộ phim tình cờ có cùng chủ đề với vụ án.
- Năm 1989, đạo diễn Phùng Ý Thanh ra mắt bộ phim Cầu ái dạ kinh hồn (求愛夜驚魂) với các diễn viên Trương Kiên Đình, Trương Mạn Ngọc, Ngô Quân Như, Ngô Khải Hoa. Trong đó vai Trần Vân của Châu Văn Kiện được phỏng theo Lâm Quá Vân.
- Bộ phim Bác sĩ Cao Dương (羔羊醫生 / Dr. Lamb) sản xuất năm 1992 mô tả âm mưu tội phạm của Lâm Quá Vân. Nhậm Đạt Hoa đóng vai Lâm Quá Vân. Cùng năm đó, Freeman Publishing Co., Ltd. đã xuất bản truyện tranh bìa cứng "Hồ sơ bí mật Lâm Quá Vân" dựa trên bộ phim do họa sĩ truyện tranh Hồng Kông Hà Chí Văn vẽ, nội dung truyện tranh giống với cốt truyện của phim.
- Năm 1993, bộ phim Hồng Kông Kỳ Án: Đòi Nợ Máu (香港奇案之吸血貴利王) được phát hành, Ngô Khải Hoa đóng vai Lâm Quá Nhân, nhân vật ám chỉ đến Lâm Quá Vân.
- Cùng năm 1993, một bộ Psycho Killer (雨夜天魔) cũng được phát hành, với sự tham gia của Ngô Trấn Vũ trong vai Lâm Quá Vân.
- Năm 1999, bộ phim Thiên thần sa đọa 4: Tập đoàn yêu râu xanh (強姦終極篇之最後羔羊) phát hành. Lương Chí An đóng vai Trần Quá Vân, nhân vật ám chỉ Lâm Quá Vân.
- Năm 2005, bộ phim Thần kinh hiệp lữ (神經俠侶) ra mắt có đề cập đến vụ án của tên Đồ tể đêm mưa.
- Bộ phim Thần thám đại chiến (神探大戰) phát hành năm 2022 cũng mô tả tội ác của Lâm Quá Vân, với Lý Tinh đóng vai Lâu Giác Hồn, người ám chỉ vai trò của Lâm Quá Vân.

### Phim truyền hình
- Trong bộ phim Hồ sơ công lý (壹號皇庭)  của TVB những năm 1990, có một cốt truyện dựa trên vụ án này.
- Trong bộ phim Lực lượng phản ứng (陀槍師姐) của TVB những năm 2000, vụ án giết người tình dựa trên vụ án gốc, và Lạc Đạt Hoa đóng vai Bao Quốc Bình ám chỉ Lâm Quá Vân.
- Năm 2006, ATV sản xuất loạt chương trình "Hồ sơ vụ án kỳ lạ Hồng Kông" dựa theo nhiều vụ án riêng lẻ, trong đó tập phim tựa đề "Thảm sát đêm mưa" với Ngô Đại Dung đóng vai Lâm Quá Vân.
- Nhân vật Hà Bách Vân (do Trần Vinh Tuấn thủ vai) trong bộ phim "Tái chiến minh thiên" của TVB năm 2014 cũng ám chỉ đến Lâm Quá Vân.
- Nhân vật Từ Kiện (do Lý Khải Kiệt thủ vai) trong bộ phim TVB Người Hùng Blouse Trắng 2 (白色強人II) năm 2022 cũng ám chỉ đến Lâm Quá Vân.

### Chương trình phát thanh
Chương trình "Hồ sơ vụ án kỳ lạ của Hồng Kông: Kẻ giết người trong đêm mưa" (1990) - của Chung Chí Quang lồng tiếng nhân vật Lâm Hà Văn, ám chỉ đến Lâm Quá Vân.

### Phim tài liệu
Kênh truyền hình Crime & Investigation của A&E networks sản xuất loạt tài liệu Crime Investigation Asia trong đó tập phim Jars Murderer nói về Lâm Quá Vân.

### Âm nhạc
Năm 1986, Hoàng Gia Câu, thành viên của ban nhạc Beyond, đã sáng tác một bài hát có tên "Dead Romance Part2" để khám phá quá trình suy nghĩ của Lâm Quá Vân và sự trừu tượng của cái chết.

### Sách
Đội Trọng án Huang Sir viết cuốn: "Hồ sơ các vụ trọng án ở Hồng Kông" Tập 1: "Vụ giết người kinh hoàng", Boyi Publishing Group Co., Ltd., xuất bản tại Hồng Kông năm 1990.
Năm 1991, Nhà xuất bản Tụ Hiền Quán của Hồng Kông đã xuất bản cuốn sách "Vụ án chặt xác tàn ác", trong đó đăng một lượng lớn thông tin cơ bản về Lâm Quá Vân, từ tội ác đến khi bị bắt, thậm chí còn đăng ảnh thi thể nạn nhân.

### Tạp chí
Một câu chuyện ma ngắn hư cấu được viết bởi tạp chí ma Hồng Kông "Yes! Ghost World" vào những năm 1990 được lan truyền trên Internet. Câu chuyện ma về ba ma nữ đang chờ trả thù Lâm Quá Vân trong tù, đã bị cư dân mạng xuyên tạc thành một câu chuyện có thật. Một chương trình truyền hình tại Đài Loan tường thuật những câu chuyện ma hư cấu như những sự kiện có thật.

### Chương trình truyền hình
- Năm 1991, chương trình của đài ATV: "Kỳ án Hồng Kông" do Hoàng Khải sản xuất được chuyển thể thành tập phim "Đồ tể trong đêm sương", Nhậm Đạt Hoa đóng vai Lâm Quá Vân (Đặng Diễn Thành, nhà sản xuất của "Đồ tể trong đêm sương" cũng là Giám đốc sản xuất của "Bác sĩ Cao Dương").
- Năm 1991, Kim Hưng Hiền và Lô Hi Lai dẫn chương trình truyền hình châu Á "Kỳ án Hồng Kông - Đồ tể Hồng Kông Lâm Quá Vân", đội tội phạm nghiêm trọng đã chụp ảnh nơi ở của Lâm Quá Vân, tòa nhà An Khánh, phố Quý Châu và bốn chiếc quan tài của người quá cố.

### Game
- Kẻ Nguy Hiểm: Đồ Tể Đêm Mưa (危險人物之雨夜屠夫)